# 达妮埃拉·切卡雷利
达妮埃拉·切卡雷利（義大利語：Daniela Ceccarelli，1975年9月25日—），意大利女子高山滑雪运动员。她曾代表意大利参加2002年和2006年冬季奥林匹克运动会高山滑雪比赛，其中2002年奥运会获得一枚金牌。